# Fosmidomicina
La fosmidomicina es un antibiótico con un grupo fosfonato que fue aislado originalmente a partir de caldos de cultivo de bacterias del género Streptomyces. Inhibe específicamente la reductoisomerasa DXP (1-desoxi-D-xilulosa 5-fosfato reductoisomerasa o DXR), una enzima clave en la Ruta de la 5-fosfono-1-desoxi-D-xilulosa de la biosíntesis de isoprenoides de ciertos microorganismos patógenos. Es un análogo estructural de la 2-C-metileritritol 4-fosfato. 

## Uso contra la malaria
El descubrimiento de la vía no mevalónica (Ruta de la 5-fosfono-1-desoxi-D-xilulosa) en parásitos de la malaria ha indicado el uso de la fosmidomicina y otros inhibidores tales como los fármacos antipalúdicos. De hecho, la fosmidomicina se ha probado en el tratamiento en combinación con clindamicina para el tratamiento de la malaria, con resultados favorables. Se ha demostrado que un aumento en el número de copias de la enzima diana (DXP reductoisomerasa) se correlaciona con la resistencia in vitro a la fosmidomicina en el parásito de la malaria letal, Plasmodium falciparum.
Al inhibir la vía no mevalónica , el parásito de la malaria no puede sintetizar los bloques básicos de construcción para la biosíntesis de los terpenos pirofosfato de isopentenilo (IPP) y pirofosfato de dimetilalilo (DMAPP). Estos IPP y DMAPP están involucrados en la formación de hormonas, colesterol, membranas celulares, y estructuras de proteínas. Con su ausencia, el parásito de la malaria muere.